# ميرزا طالب خان الأردوبادي
ميرزا طالب خان الأردوبادي (بالفارسية: طالب‌خان اردوبادی) كان الصدر الأعظم للدولة الصفوية في الفترة ما بين 1632 حتى 1634. اغتيل سنة 1633.